# Atzeneta d’Albaida
Atzeneta d’Albaida (spanisch Adzaneta d’Albaida) ist eine Gemeinde mit 1.169 Einwohnern (Stand: 2024) in der spanischen Provinz Valencia. Sie befindet sich in der Comarca Vall d’Albaida.

## Geografie
Atzeneta d’Albaida liegt etwa 70 Kilometer südsüdwestlich von Valencia in einer Höhe von ca. 450 m. 

## Demografie
| 1900 | 1930 | 1950 | 1970 | 1981 | 1991 | 2001 | 2011 | 2021 |
| ---- | ---- | ---- | ---- | ---- | ---- | ---- | ---- | ---- |
| 993  | 1257 | 1209 | 1164 | 1355 | 1252 | 1262 | 1236 | 1139 |

## Sehenswürdigkeiten
- Johannes-der-Täufer-Kirche (Iglesia de San Juan Bautista) aus dem 18. Jahrhundert
- Christuskapelle

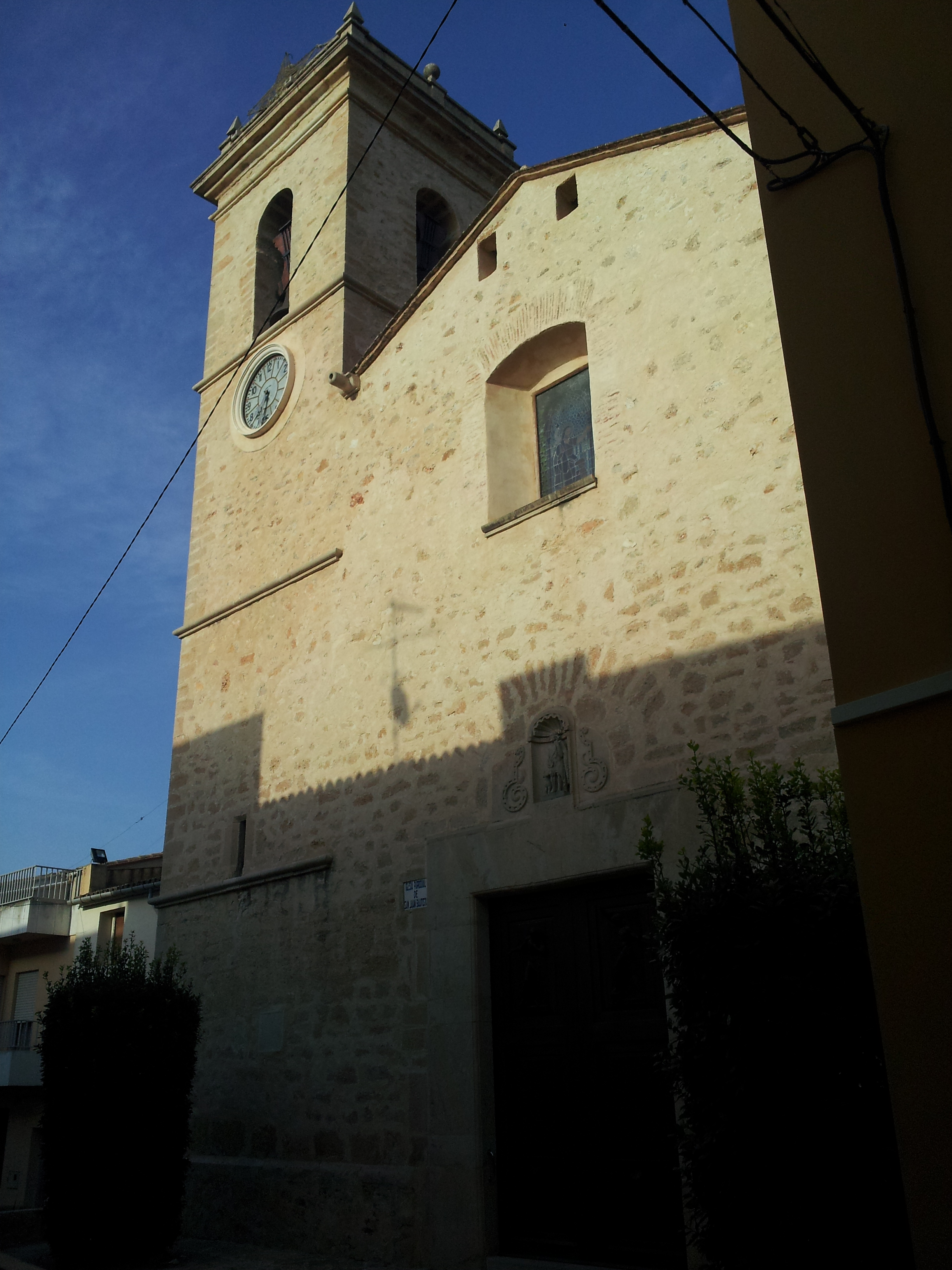
Johannes-der-Täufer-Kirche
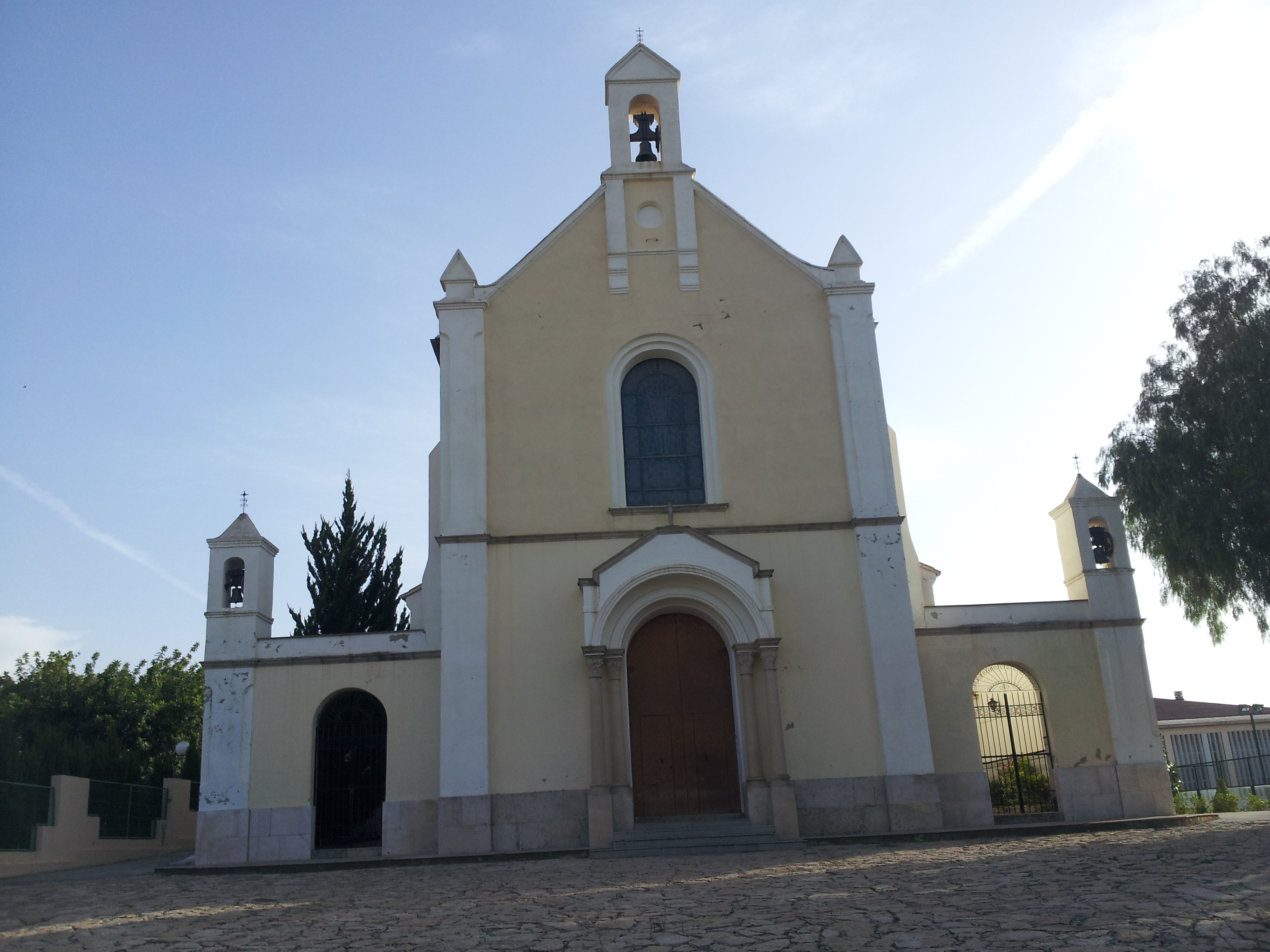
Christuskapelle
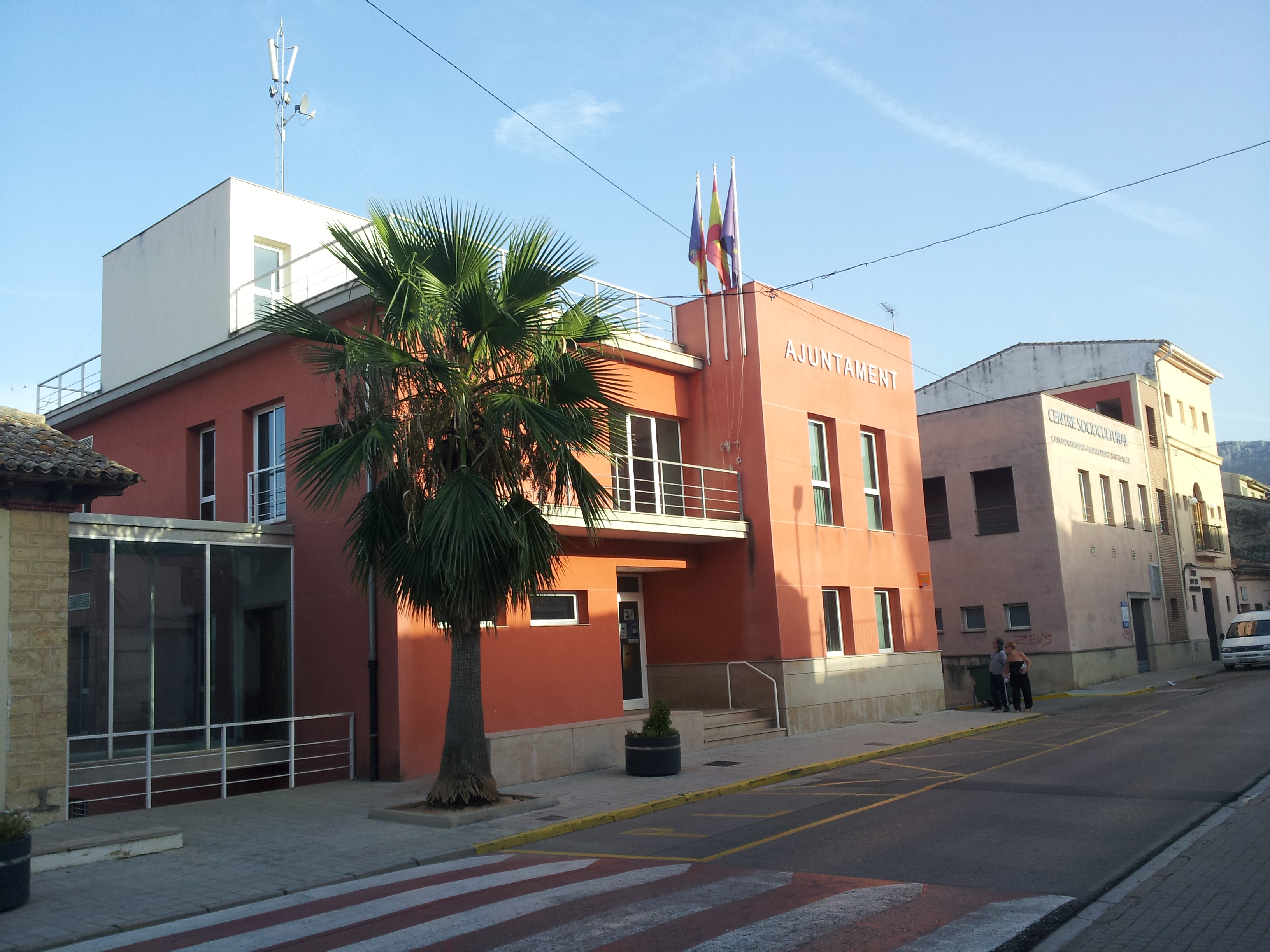
Rathaus

## Persönlichkeiten
- Joan Ignasi Pla (* 1959), Politiker (PSOE)